# الأجلب (الرضمة)

تعديل مصدري - تعديل

الأجلب هي إحدى قرى عزلة أزال بمديرية الرضمة التابعة لمحافظة إب، بلغ تعداد سكانها 1536 نسمة حسب تعداد اليمن لعام 2004.